# Feniscowles
Feniscowles – wieś w Anglii, w hrabstwie ceremonialnym Lancashire, w dystrykcie (unitary authority) Blackburn with Darwen. Leży 36 km na północny zachód od miasta Manchester i 296 km na północny zachód od Londynu.